# العلاقات العمانية الغيانية
العلاقات العمانية الغيانية هي العلاقات الثنائية التي تجمع بين سلطنة عمان وغيانا.

## مقارنة بين البلدين
هذه مقارنة عامة ومرجعية للدولتين:
| وجه المقارنة                                              | سلطنة عمان    | غيانا        |
| --------------------------------------------------------- | ------------- | ------------ |
| المساحة (كم2)                                             | 309.50 ألف    | 214.97 ألف   |
| عدد السكان (نسمة)                                         | 4.64 مليون    | 777.86 ألف   |
| الكثافة السكانية (ن./كم²)                                 | 14.99         | 3.62         |
| العاصمة                                                   | مسقط          | جورج تاون    |
| اللغة الرسمية                                             | اللغة العربية | لغة إنجليزية |
| العملة                                                    | ريال عماني    | دولار غياني  |
| الناتج المحلي الإجمالي (بليون دولار)                      | 72.64 مليار   | 3.68 مليار   |
| الناتج المحلي الإجمالي (تعادل القوة الشرائية) بليون دولار | 179.49 مليار  | 5.77 مليار   |
| الناتج المحلي الإجمالي الاسمي للفرد دولار أمريكي          | 15.55 ألف     | 4.13 ألف     |
| الناتج المحلي الإجمالي للفرد دولار أمريكي                 | 38.63 ألف     |              |
| مؤشر التنمية البشرية                                      | 0.793         |              |
| رمز المكالمات الدولي                                      | +968          | +592         |
| رمز الإنترنت                                              | عمان          | .gy          |
| المنطقة الزمنية                                           | ت ع م+04:00   | 00           |

## منظمات دولية مشتركة
يشترك البلدان في عضوية مجموعة من المنظمات الدولية، منها:
| علم المنظمة | اسم المنظمة                               | تاريخ انضمام سلطنة عمان | تاريخ انضمام غيانا |
| ----------- | ----------------------------------------- | ----------------------- | ------------------ |
|             | مؤسسة التنمية الدولية                     | 1973                    | 4 يناير 1967       |
|             | يونسكو                                    | 10 فبراير 1972          | 21 مارس 1967       |
|             | وكالة ضمان الاستثمار متعدد الأطراف        | 1989                    | 18 يناير 1989      |
|             | الأمم المتحدة                             | 7 أكتوبر 1971           | 20 سبتمبر 1966     |
|             | الاتحاد البريدي العالمي                   | ?                       | ?                  |
|             | البنك الدولي للإنشاء والتعمير             | 1971                    | 26 سبتمبر 1966     |
|             | الاتحاد الدولي للاتصالات                  | 28 أبريل 1972           | 8 مارس 1967        |
|             | منظمة حظر الأسلحة الكيميائية              | ?                       | ?                  |
|             | مؤسسة التمويل الدولية                     | 1973                    | 4 يناير 1967       |
|             | المركز الدولي لتسوية المنازعات الاستشارية | 1995                    | 10 أغسطس 1969      |
|             | منظمة التجارة العالمية                    | 2000                    | ?                  |
|             | منظمة الشرطة الجنائية الدولية             | ?                       | ?                  |

## وصلات خارجية
- موقع وزارة الخارجية العمانية
- موقع وزارة الخارجية الغيانية